# 3号加利福尼亚州州道
3号加利福尼亚州州道（California State Route 3）是一条南北走向的加利福尼亚州州级公路，全长235.558公里，南起皮納特接36号加利福尼亚州州道（CA 36），向北依次经过琼斯堡、埃特纳，在怀里卡连接5号州际公路（I-5），最后抵达蒙太古。